# Celica (Ecuador)
Celica ist eine Kleinstadt und die einzige Parroquia urbana („städtisches Kirchspiel“) im Kanton Celica der ecuadorianischen Provinz Loja. Celica ist Sitz der Kantonsverwaltung. Die Parroquia besitzt eine Fläche von 240,6 km². Die Einwohnerzahl lag im Jahr 2010 bei 7323. Davon wohnten 4400 Einwohner in der Stadt Celica.

## Lage
Die Parroquia Celica liegt am Westrand der Anden im Südwesten von Ecuador, etwa 15 km von der peruanischen Grenze entfernt. Der Río Catamayo begrenzt das Verwaltungsgebiet im Süden. Die 2004 m hoch gelegene Stadt Celica befindet sich 83 km westlich der Provinzhauptstadt Loja. Die Fernstraße E68 führt an Celica vorbei. Diese bildet eine Querspange zwischen den Fernstraßen E25 (Zapotillo–Arenillas) im Westen und E35 (Loja–Macará) im Osten.
Die Parroquia Celica grenzt im Nordosten an die Parroquia Guachanamá (Kanton Paltas), im Südosten an die Parroquia Sozoranga (Kanton Sozoranga), im Süden an die Parroquias Larama und an das Municipio von Macará (beide im Kanton Macará), im Westen an die Parroquias Teniente Maximiliano Rodríguez Loaiza, Cruzpamba und Pózul sowie im Norden an die Parroquias Chaquinal (Kanton Pindal) und Alamor (Kanton Puyango).

## Geschichte
Die Stadt geht auf eine Gründung im Jahr 1783 durch den Geistlichen José Manuel de Carrión y Marfil zurück. Am 12. Dezember 1878 wurde der Kanton Celica während der Amtszeit von Präsident Ignacio de Veintemilla eingerichtet und Celica wurde als Parroquia urbana dessen Verwaltungssitz. Der Name „Celica“ geht offenbar auf den Konquistador Sebastián de Belalcázar zurück und bedeutet „himmlisch“.